# Chlorogomphus fraseri
Chlorogomphus fraseri – gatunek ważki z rodziny Chlorogomphidae.